# Combat du col d'Ordal
Guerre d'indépendance espagnole
Batailles
- Valls (1re)
- 2e Molins de Rei (03-1809) (ca)
- Gérone
- Alcañiz
- María-Belchite
- Mollet
- Vich
- Villafranca (2e)
- Lérida
- Mequinenza
- La Bisbal
- Tortose
- Valls (2e)
- Tarragone (1er)
- Montserrat
- Sagonte
- Valence
- Castalla (1er)
- Castalla (2e)
- Tarragone (2e)
- Ordal

Le combat du col d'Ordal se déroule les 12 et 13 septembre 1813, dans la province de Barcelone, dans le cadre de la guerre d'indépendance espagnole. Elle oppose l'armée française d'Aragon sous les ordres du maréchal Louis-Gabriel Suchet à l'avant garde de l'armée anglo-espagnole du lieutenant-général William Bentinck. Cette dernière, sous le commandement direct du colonel Frederick Adam, est surprise par une attaque nocturne française et doit abandonner sa position près des défilés d'Ordal, de haute valeur stratégique. Le lendemain, la cavalerie de Suchet, lancée à la poursuite de l'ennemi, se mesure avec succès à son homologue britannique placée à l'arrière-garde. 
La victoire du marquis de Wellington à la bataille de Vitoria, le 21 juin 1813, rend intenable la position de Suchet à Valence et en Aragon. Le maréchal est contraint d'évacuer les deux provinces et concentre ses troupes autour de Barcelone ; dans leur retraite, les Français sont suivis de très près par les 28 000 soldats alliés du lieutenant-général Bentinck. Face à cette menace, Suchet décide de se porter à la rencontre de l'avant-garde ennemie à Ordal avec 12 000 hommes tandis qu'un de ses divisionnaires, le général Charles Decaen, s'avance par le nord-est avec 7 000 hommes. Après la défaite d'Adam, Bentinck abandonne Vilafranca et rétrograde sur Tarragone. Il démissionne quelque temps plus tard de son commandement.
La victoire de Suchet ne sauve pas la situation stratégique française en Catalogne. Affaiblie par les ponctions nécessaires à la défense de l'est de la France, l'armée d'Aragon doit battre en retraite vers les Pyrénées, laissant derrière elle plusieurs garnisons. Celles-ci sont neutralisées les unes après les autres par les Anglo-Espagnols, à l'exception de Barcelone qui reste aux mains des Français jusqu'à la fin du conflit.

## Contexte

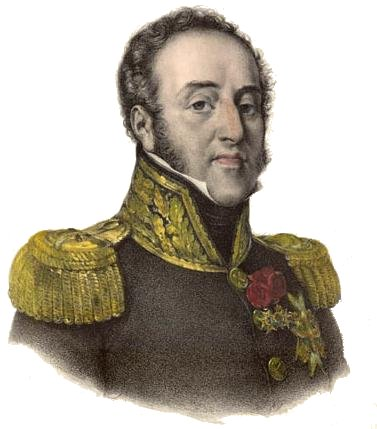
Louis-Gabriel Suchet.

Après le siège de Valence, qui s'achève sur la capitulation de la garnison espagnole le 9 janvier 1812, l'armée française d'Aragon est ralentie dans sa série de victoires par la maladie de son chef, le maréchal Louis-Gabriel Suchet. Le retrait d'importants contingents d'Espagne par Napoléon en vue de la campagne de Russie interroge en outre sur la possibilité de nouvelles conquêtes. De fait, Suchet demeure relativement passif dans les mois qui suivent. Le 21 juillet 1812, l'un de ses subordonnés, le général de division Jean Isidore Harispe, écrase une armée espagnole à la bataille de Castalla, ce qui incite le général britannique Thomas Maitland à abandonner son projet d'invasion de la Catalogne et à débarquer à la place sa petite armée anglo-alliée à Alicante. De fait, alors que l'été et l'automne voient les forces anglo-portugaises du marquis de Wellington remporter la bataille des Arapiles et occuper Madrid avant d'être repoussées jusqu'au Portugal à l'issue du siège de Burgos, la situation à l'est de l'Espagne est avant tout marquée par l'inactivité des chefs en présence.
Maitland étant tombé malade à son tour en septembre, son commandement est successivement relevé par les généraux John Mackenzie, William Henry Clinton, James Campbell et enfin John Murray. Le 13 avril 1813, ce dernier repousse Suchet à l'issue de la deuxième bataille de Castalla mais, trop prudent, préfère battre en retraite après sa victoire. À la demande de Wellington, Murray échafaude pour le mois de juin une attaque depuis la mer. Sa pusillanimité lors du siège de Tarragone laisse toutefois passer l'occasion de conquérir ce port encore faiblement défendu ; redoutant l'arrivée des troupes de secours dirigées par le maréchal Suchet et le général Mathieu, il ordonne une retraite précipitée, abandonnant sur place ses 18 canons de siège. Ce revers entraîne pour Murray la perte de son commandement au profit de Lord William Bentinck.
La victoire décisive remportée par Wellington à Vitoria, le 21 juin 1813, ne permet plus à Suchet de se maintenir dans les provinces de Valence et d'Aragon. Le 10 juillet, le général de brigade Marie Auguste Pâris, harcelé par les guérilleros de Francisco Espoz y Mina, est contraint d'abandonner Saragosse et de reculer en direction des Pyrénées. Suchet, qui a lui-même évacué Valence le 5 juillet, se retire à Tarragone, laissant diverses garnisons en chemin. Rendu inquiet par la présence de l'armée de Bentinck, le maréchal fait démanteler les fortifications de Tarragone avant de reculer vers Barcelone. L'armée française interrompt sa retraite fin juillet à Vilafranca, puis, un mois plus tard, recule encore jusqu'au Llobregat. Bentinck, prudent, se contente de suivre ses adversaires à distance, occupant progressivement le terrain abandonné ; il atteint Vilafranca le 5 septembre. De là, le commandant britannique effectue sa jonction avec les troupes espagnoles du général Francisco Copons y Navia, portant le total des forces placées sous son commandement à 28 000 soldats, diversement répartis entre Tarragone, Vilafranca del Penedès et Ordal.

## Prélude

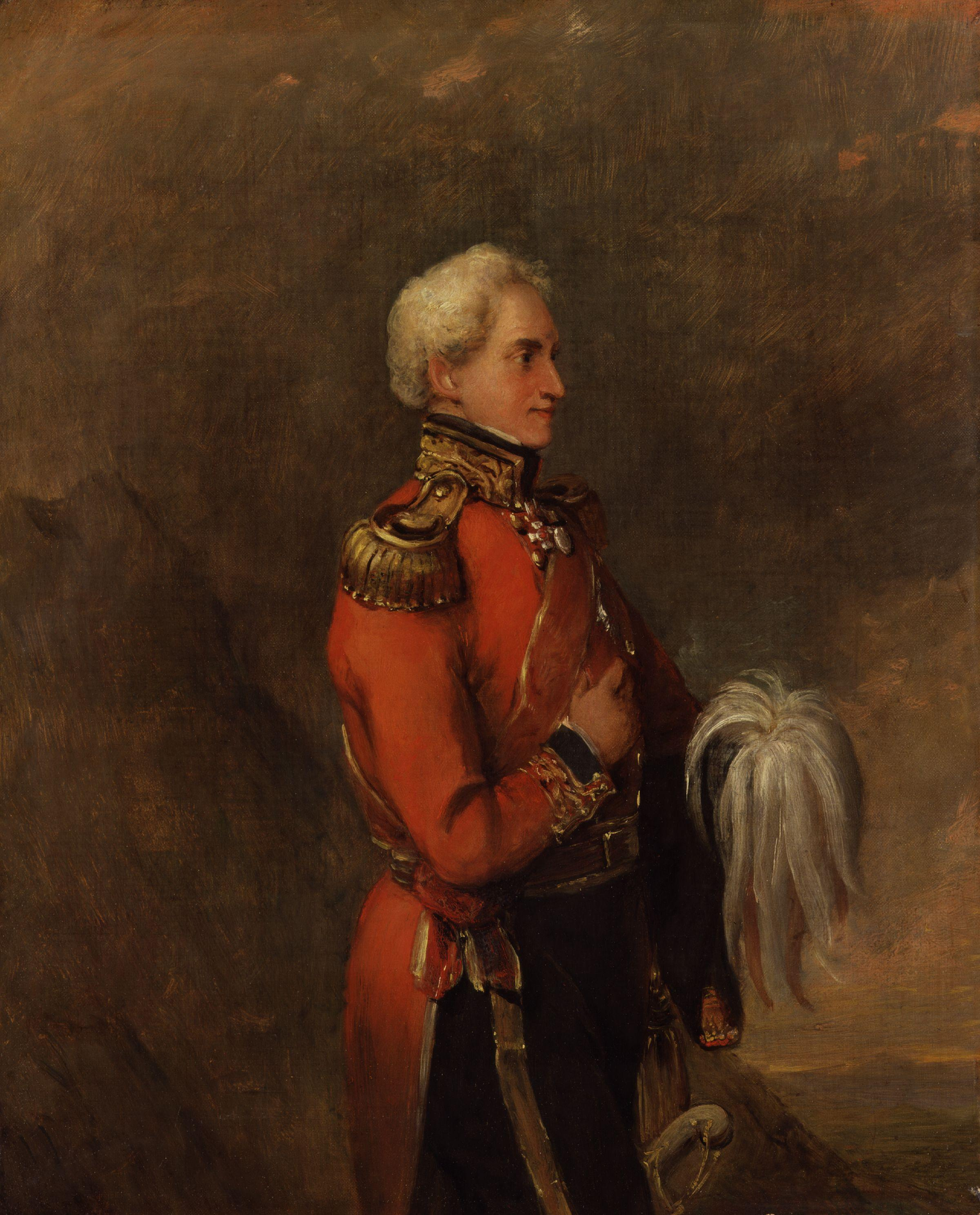
Frederick Adam.

Au matin du 12 septembre 1813, laissant 10 500 hommes en garnison à Vilafranca, Bentinck choisit d'accompagner le colonel Frederick Adam et les 1 500 hommes de son avant-garde sur les hauteurs du col d'Ordal. Cet endroit, au sein duquel transite un axe de communication d'importance, est en outre réputé pour être une excellente position défensive. L'armée espagnole s'empresse d'y ériger quelques retranchements, jadis détruits en 1810. Dans le même temps, parti de Sant Sadurní d'Anoia, le colonel Torres arrive à Ordal à la tête d'une colonne de 2 300 soldats espagnols de la division Sarsfield. Une patrouille de cavalerie est déployée à l'est du col sans signaler la présence française. Bentinck s'en retourne alors à Vilafranca, croyant son avant-garde en sécurité.
Adam prend ses dispositions et dirige le placement de ses troupes. Le Calabrian Free Corps est posté sur le flanc gauche ; au centre, quatre canons se mettent en batterie en travers de la route, appuyés par deux compagnies légères des Rifles et deux autres du 27e Regiment of Foot ; les Espagnols de Torres, quant à eux, se déploient à droite des canons. À l'extrême-droite, Adam positionne le gros du 27e régiment, soit huit compagnies. Un détachement de 150 cavaliers du régiment des hussards de Brunswick forme la réserve,. Le soir venu, Adam et ses hommes couchent sur leurs postes de combat. Le colonel anglais a toutefois négligé de faire garder le pont de Lledoner, à seulement 1,2 km du col d'Ordal.
Au même moment, le maréchal Suchet a quitté Molins de Rei avec 12 000 soldats. Une deuxième colonne française forte de 7 000 hommes, sous les ordres du général de division Charles Mathieu Isidore Decaen, part de Martorell et s'avance par le sud-ouest. Son objectif est le même que celui de Suchet : attaquer le gros de l'armée de Bentinck à Vilafranca.

## Forces en présence

### Ordre de bataille français

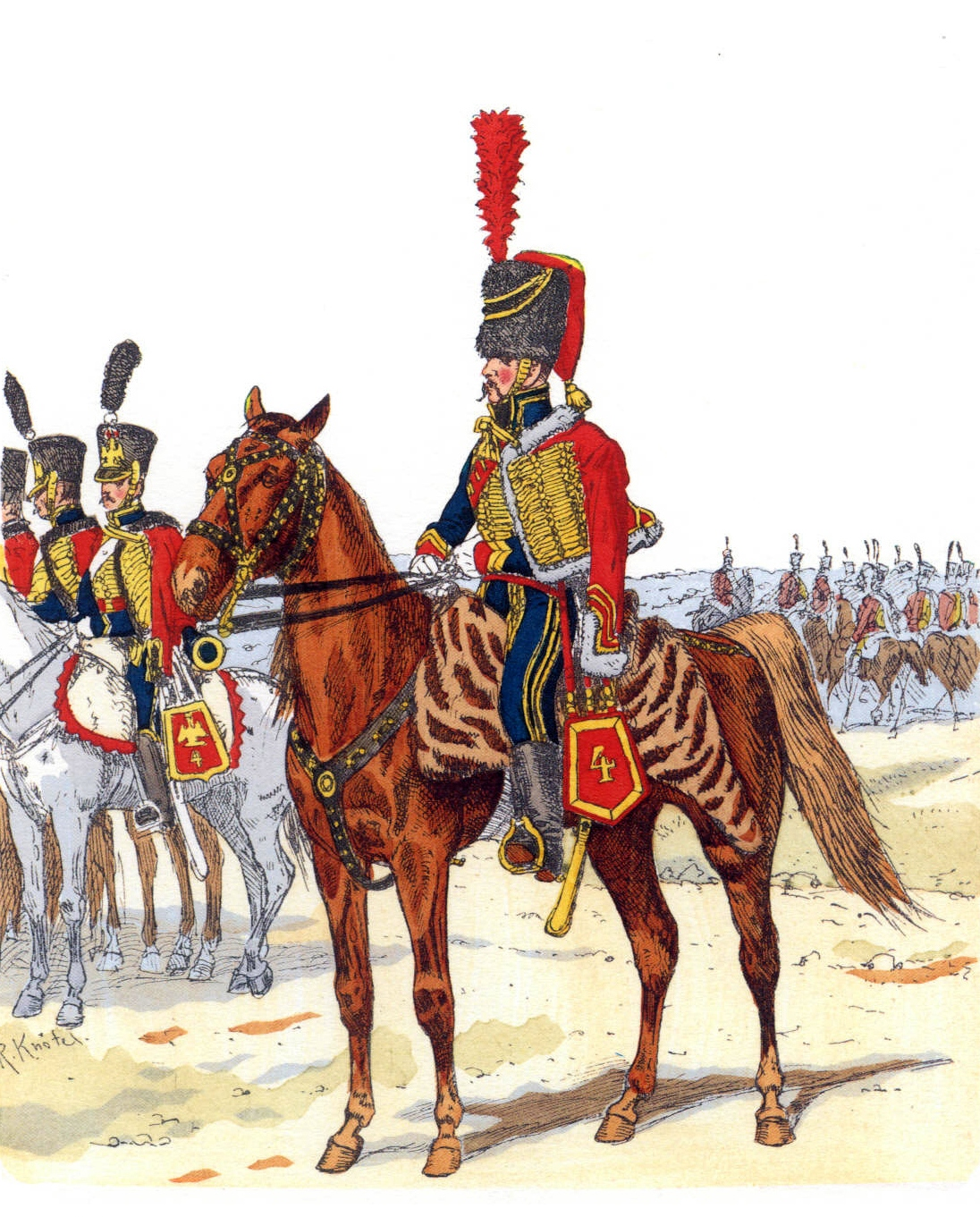
Le 4e régiment de hussards, fort de quatre escadrons, joue un rôle décisif lors de la poursuite française. Planche de Richard Knötel pour la série Uniformenkunde.

L'ordre de bataille français est tiré d'après Smith 1998, p. 453 et 454.
Armée d'Aragon : maréchal Louis-Gabriel Suchet, commandant en chef — 12 000 hommes
- 2e division : général de division Jean Isidore Harispe — 6 bataillons
  - 7e régiment d'infanterie de ligne — 2 bataillons
  - 44e régiment d'infanterie de ligne — 2 bataillons
  - 116e régiment d'infanterie de ligne — 2 bataillons
- 3e division : général de division Pierre-Joseph Habert — 6 bataillons
  - 14e régiment d'infanterie de ligne — 2 bataillons
  - 16e régiment d'infanterie de ligne — 2 bataillons
  - 117e régiment d'infanterie de ligne — 2 bataillons
- Cavalerie : général de brigade Jacques-Antoine-Adrien Delort — 15 escadrons, 1 750 hommes
  - 4e régiment de hussards — 4 escadrons
  - 13e régiment de cuirassiers — 4 escadrons
  - 24e régiment de dragons — 3 escadrons
  - Chevau-légers westphaliens — 4 escadrons

L'historien britannique Digby Smith donne comme commandant de la cavalerie le général de division André Joseph Boussart, avec un certain général de brigade « Meyers » en tant que commandant en second, probablement Bernard Meinrad Meyer de Schauensée. Cependant, Charles Mullié écrit que Boussart est mort le 11 août 1813, soit un mois avant le combat d'Ordal. D'autres sources indiquent que c'est alors le général de brigade Jacques-Antoine-Adrien Delort qui est à la tête de la cavalerie de Suchet,,. La composition des forces de Decaen n'est pas connue.

### Ordre de bataille anglo-espagnol
L'ordre de bataille anglo-espagnol est tiré d'après Smith 1998, p. 453 et 454 pour les Britanniques et Miró pour les Espagnols.
Avant-garde de l'armée anglo-espagnole du lieutenant-général William Bentinck : colonel Frederick Adam, commandant en chef — 3 800 hommes, 4 canons
- Troupes britanniques — 2 bataillons, 2 compagnies et 4 canons, 1 500 hommes[9]
  - 2e bataillon du 27e « Inniskilling » Regiment of Foot — 1 bataillon
  - Rifle Company du régiment suisse « De Roll » — 1 compagnie
  - Rifle Company du 4e bataillon d'infanterie de ligne de la King's German Legion — 1 compagnie
  - Calabrian Free Corps (« Corps franc calabrais ») — 1 bataillon
  - 4 pièces d'artillerie
- Troupes espagnoles : colonel Torres — 3 bataillons, 2 300 hommes[8]
  - Régiment d'infanterie Granaderos de Ultonia — 1 bataillon[note 2]
  - Régiment d'infanterie Tiradores de Cadiz — 1 bataillon
  - Régiment d'infanterie Voluntarios de Aragón — 1 bataillon

## Déroulement du combat

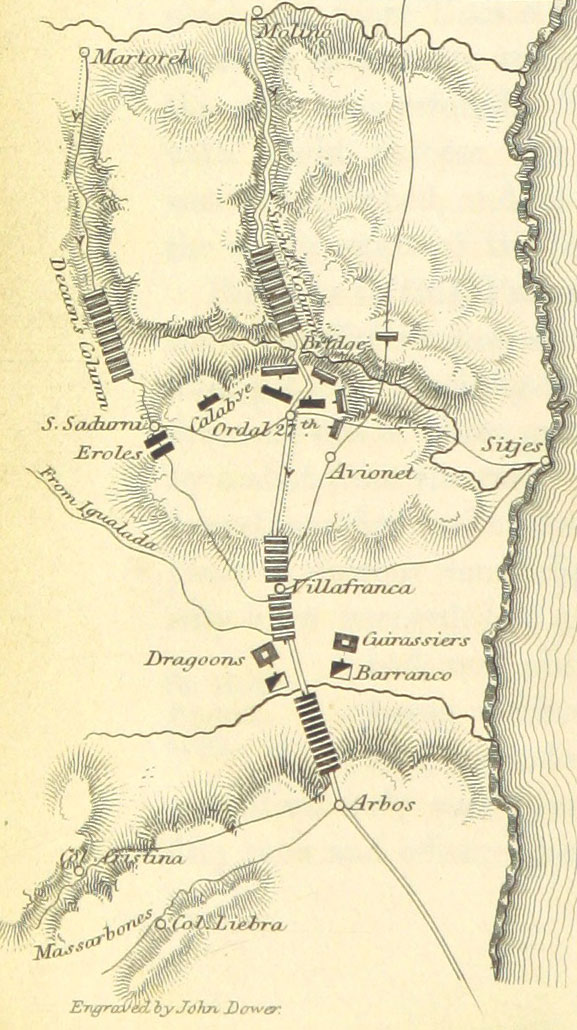
Plan du combat du col d'Ordal. Les troupes anglo-espagnoles sont en noir et les troupes françaises en gris.

La colonne de Suchet, qui a quitté Molins de Rei en début de soirée, parvient, au prix de marches forcées, à arriver en vue du col d'Ordal à 23 heures. Devant l'absence de sentinelles — fait inhabituel qui étonne le maréchal —, les Français traversent le pont de Lledoner sans être inquiétés et s'avancent en direction des hauteurs, alors que les Alliés sont encore en plein sommeil. Le bruit causé par le déplacement des troupes attire cependant l'attention d'une patrouille de cavalerie espagnole qui, s'étant portée en avant afin d'en identifier l'origine, est accueillie par une fusillade nourrie qui réveille les hommes d'Adam en sursaut. La division Harispe passe à l'attaque, le général de brigade Jean Mesclop et le 7e de ligne en tête. Arrivé à mi-hauteur du sommet, le 7e se heurte aux premiers retranchements tenus par quatre compagnies d'infanterie espagnoles, qui préfèrent se retirer à l'abri d'une seconde ligne de défense ; après quoi, renforcées de plusieurs contingents alliés, elles lancent une contre-attaque qui refoule brièvement le 7e de ligne.
Rejoints par leurs camarades du 44e régiment d'infanterie, les fantassins du 7e s'élancent à nouveau à l'assaut des redoutes et cette fois s'en emparent, tuant un grand nombre de défenseurs. Suchet, de son côté, ne reste pas inactif : après avoir dépêché la division Habert sur la gauche, il envoie la seconde brigade de la division Harispe à l'appui de Mesclop. L'attaque française progresse sur la gauche de manière à accentuer la pression sur le flanc droit des Alliés. Au sud du pont de Lledoner, le capitaine Thomas-Robert Bugeaud, du 116e de ligne, tombe avec un seul bataillon sur le gros du 27e Regiment of Foot britannique. Le colonel Adam, blessé dès le début de l'action, doit remettre son commandement au colonel Reeves, bientôt touché lui aussi. Les Espagnols se battent avec distinction sous la férule de leurs officiers, en particulier les Tiradores de Cadiz du colonel Antony Bray et les grenadiers commandés par Rafael Larruda. Toutefois, prise de flanc, l'aile droite anglo-espagnole craque sous le poids de l'attaque française. À la vue de ses adversaires en déroute, Suchet ordonne au général Delort de se lancer à leur poursuite avec le 4e régiment de hussards. Ralenti un moment par les « hussards noirs » de Brunswick, le 4e de hussards rafle tout de même près de 500 prisonniers ainsi que les quatre canons britanniques emmenés vers l'arrière avant la fin des combats.
Les Calabrais du colonel Carey, fort peu engagés au cours de l'action, se retirent au nord-ouest sans être entamés. Pendant la nuit, ils se heurtent aux éléments de tête de la colonne Decaen et obliquent rapidement en direction du sud. Après s'être faufilés sur les arrières des forces de Suchet, les hommes de Carey rallient finalement la côte où ils sont embarqués à bord des navires alliés, non sans avoir perdu 51 hommes. De leur côté, les troupes espagnoles de Torres et environ 150 hommes du 27e Regiment of Foot filent sur Sant Sadurni et, de là, rejoignent Vilafranca sans être inquiétés.

## Conséquences
À l'issue des combats, les pertes alliées se montent à 975 hommes tués, blessés ou disparus. Les Espagnols déplorent 87 tués, 239 blessés et 132 disparus ; la brigade Adam, quant à elle, enregistre 75 tués, 109 blessés et 333 disparus. Les pertes françaises sont estimées à environ 300 hommes hors de combat. L'historien David Gates ne donne que 270 pertes chez les Français et note que le 27e Regiment of Foot britannique dénombre à lui seul 360 victimes. Une troisième source fait cependant état de pertes françaises beaucoup plus sévères, à savoir 171 tués et 600 à 700 blessés.
Bentinck est à Vilafranca lorsqu'il est informé de la défaite de son avant-garde et de la progression de Decaen par le nord-est. Le général britannique ordonne aussitôt l'évacuation de Vilafranca tandis que sa cavalerie, dont il assure en personne le commandement, se poste à l'autre bout de la ville afin de couvrir la manœuvre. Cette arrière-garde se compose du 20e dragons légers, des hussards de Brunswick et des cavaliers siciliens à deux escadrons chacun ainsi que d'un peloton du Foreign Hussar Regiment, pour un total de 770 hommes. Un engagement oppose ces derniers aux 1 750 sabres de la cavalerie française lancée à la poursuite de Bentinck, auxquels ils empêchent, en dépit de leur infériorité numérique, d'infliger des dommages supplémentaires à l'infanterie en retraite. Les Anglo-Alliés comptent 25 tués, 69 blessés et 40 disparus, pour un total de 134 pertes ; celles des Français sont de 7 officiers et 100 hommes hors de combat sur l'ensemble de leurs quatre régiments. Cet affrontement met fin à la poursuite française.
Dans une lettre qu'il adresse peu après à Wellington, Bentinck reconnaît sa défaite, tout en saluant la bravoure des soldats britanniques et espagnols. Il remet ensuite son commandement au général William Henry Clinton et embarque pour la Sicile. Après la guerre, le colonel Antony Bray et les hommes du colonel Torres sont tous décorés pour leur participation à ce combat, le premier de l'ordre de Saint-Ferdinand et les seconds d'une croix commémorative ornée de la devise « le roi, la patrie ou la mort ».